# Zuckerhut Minden

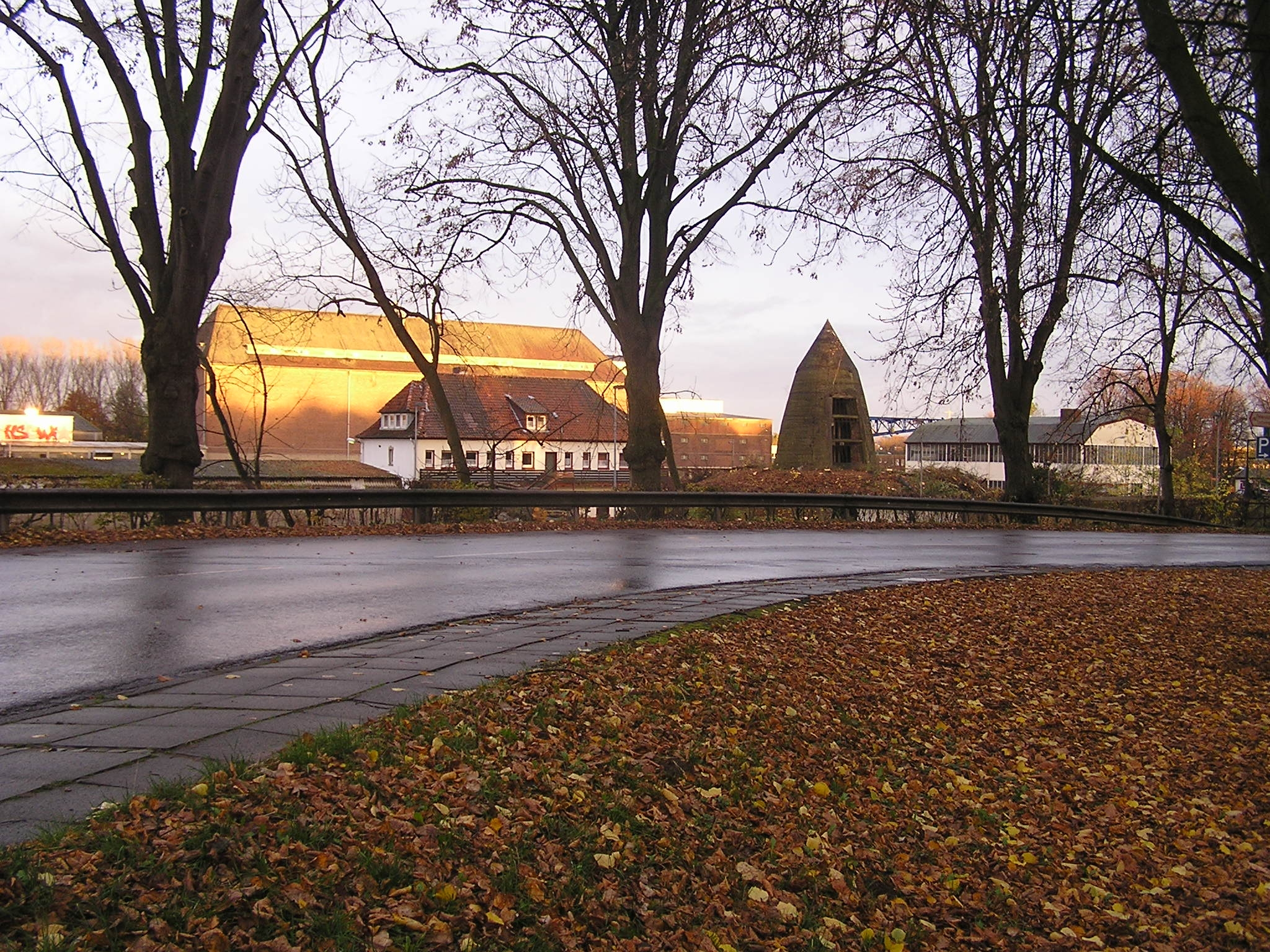
Winkelturm in Minden

Mit dem Begriff Zuckerhut Minden wurde der bei den Rodungsmaßnahmen im Zusammenhang mit dem Neubau der Weserschleuse Minden wieder sichtbar gewordenen Winkelturm an der Schachtschleuse Minden bezeichnet. Der wie ein Zuckerhut aussehende Bunker wurde im Zweiten Weltkrieg für die Beschäftigten der Staatswerft gebaut. Der Winkelturm ist im November 2010 abgerissen worden.

## Geschichte
Leo Winkel entwarf die nach ihm benannten Luftschutztürme der Bauart Winkel, bei denen es sich um Hochbunker handelt. Diese Spitzbunker werden im Volksmund auch Betonzigarre oder Zuckerhut, im Englischen ant hill bunker (Ameisenhügel-Bunker) genannt. Die Winkeltürme, die je nach Auslegung bis zu über 600 Personen fassten, wurden Mitte der 1930er-Jahre von der Firma Winkel & Co. Duisburg entwickelt und ab 1936 sowie nach Lizenzvergabe von anderen großen Bauunternehmen Deutschlands errichtet. Die Wirksamkeit der Hochbunker ist umstritten.
Der Zuckerhut in Minden wurde für die 220 Beschäftigten der Staatswerft in den Kriegstagen des Zweiten Weltkriegs gebaut. Der Bunker hatte eine Gesamthöhe von 28 Metern und reichte einen Meter ins Erdreich. Das unterste der fünf Halbgeschosse war mit Erde angeschüttet.
In die Außenhaut wurden zur Entfestigung große Löcher geschnitten. Im November 2010 wurde der Zuckerhut in Minden für den Neubau der Weserschleuse Minden abgerissen.